# Lancia Delta (2008)
 For alternative betydninger, se Lancia Delta (flertydig). (Se også artikler, som begynder med Lancia Delta)
Lancia Delta er en bilmodel fra Lancia. Denne artikel omhandler den tredje modelgeneration, som har typekoden 844 og blev produceret i årene 2008 til 2014.

## Historie
Modellen blev præsenteret på Geneve Motor Show 2008, og var baseret på samme platform som Fiat Bravo.
Motorprogrammet var næsten det samme som i de tilsvarende Fiat Bravo-modeller. Det vil sige turboladede benzinmotorer på 1,4 og 1,8 liter og commonrail-dieselmotorer på 1,6, 1,9 og 2,0 liter. I 2010 blev 1,4 T-Jet-motoren med 150 hk afløst af en ny 1,4 MultiAir-motor med 140 hk. Alle motorerne havde 4 cylindre og 16 ventiler.
Ligesom de øvrige Lancia-modeller blev Delta ikke solgt officielt i Danmark, men nogle få eksemplarer fandt dog vej hertil ved hjælp af parallelimport.
På Detroit Motor Show blev der i starten af 2010 præsenteret en bil med navnet Chrysler Delta. Denne var bortset fra fælge, lak og emblemer identisk med Lancia Delta. I Storbritannien blev modellen tilføjet Chryslers modelprogram i august 2011.
- Bagfra
- Interiør
- 1,9 16V Twinturbo Multijet motor
- Chrysler Delta

### Facelift
I juli 2011 gennemgik Delta et facelift, som hovedsageligt ændrede bilens udvendige design med bl.a. en mærketilpasset front.
I januar 2014 blev motorprogrammet stærkt indskrænket til kun at omfatte 1,6-liters dieselmotoren med 120 hk. Den fandtes kun i udstyrsvarianterne Silver og Gold, mens det højeste udstyrsniveau Platinum udgik.
I slutningen af 2014 blev produktionen indstillet. En efterfølger er foreløbig ikke planlagt.
- Lancia Delta (2011–2014)
- Bagfra
- Lancia Delta S by Momodesign (2014)

## Tekniske data
| Model                   | Cylindre/ ventiler | Slagvolume cm³ | Max. effekt kW (hk) / omdr. | Max. drejningsmoment Nm / omdr. | Motorkode | 0-100 km/t sek. | Topfart km/t | Byggeår          |
| ----------------------- | ------------------ | -------------- | --------------------------- | ------------------------------- | --------- | --------------- | ------------ | ---------------- |
| Benzinmotorer           |                    |                |                             |                                 |           |                 |              |                  |
| 1.4 T-Jet               | 4 / 16             | 1368           | 88 (120) / 5000             | 206 / 1750                      | 198A4000  | 9,8             | 195          | 8/2008 − 1/2014  |
| 1.4 T-Jet               | 4 / 16             | 1368           | 110 (150) / 5500            | 206 / 22501                     | 198A1000  | 8,7             | 210          | 8/2008 − 7/2010  |
| 1.4 MultiAir            | 4 / 16             | 1368           | 103 (140) / 5000            | 230 / 1750                      | 198A7000  | 9,2             | 203          | 7/2010 − 1/2014  |
| 1.8 Di T-Jet            | 4 / 16             | 1742           | 147 (200) / 5000            | 320 / 1400                      | 939B1000  | 7,4             | 235          | 2/2009 − 1/2014  |
| Dieselmotorer           |                    |                |                             |                                 |           |                 |              |                  |
| 1.6 Multijet            | 4 / 16             | 1598           | 77 (105) / 4000             | 280 / 1500                      | 940A3000  |                 |              | 7/2011 − 1/2014  |
| 1.6 Multijet            | 4 / 16             | 1598           | 88 (120)2 / 4000            | 300 / 1500                      | 198A2000  | 10,7            | 194          | 8/2008 − 12/2014 |
| 2.0 Multijet            | 4 / 16             | 1956           | 121 (165)3 / 4000           | 360 / 1750                      | 198A5000  | 8,5             | 214          | 8/2008 − 1/2014  |
| 1.9 Twin Turbo Multijet | 4 / 16             | 1910           | 140 (190) / 4000            | 400 / 2000                      | 844A1000  | 7,9             | 222          | 8/2008 − 1/2014  |